# Миленбарбек
Миленбарбек (њем. Mühlenbarbek) општина је у њемачкој савезној држави Шлезвиг-Холштајн. Једно је од 112 општинских средишта округа Штајнбург. Према процјени из 2010. у општини је живјело 331 становника. Посједује регионалну шифру (AGS) 1061071.

## Географски и демографски подаци
Миленбарбек се налази у савезној држави Шлезвиг-Холштајн у округу Штајнбург. Општина се налази на надморској висини од 1 метара. Површина општине износи 8,7 km². У самом мјесту је, према процјени из 2010. године, живјело 331 становника. Просјечна густина становништва износи 38 становника/km².

## Међународна сарадња
| Мјесто | Држава   | Врста сарадње | Од    |
| ------ | -------- | ------------- | ----- |
| Лавов  | Украјина | контакт       | 1996. |
| Извор  |          |               |       |